# 3979 Brorsen
3979 Brorsen eller 1983 VV1 är en asteroid i huvudbältet som upptäcktes den 8 november 1983 av den tjeckiske astronomen Antonín Mrkos vid Kleť-observatoriet i Tjeckien. Den är uppkallad efter den danske astronomen Theodor Brorsen.
Asteroiden har en diameter på ungefär 18 kilometer.